# 의주비행장
의주비행장(義州飛行場, 영어: Uiju Airport, IATA: UJU, ICAO: ZKUJ)은 조선민주주의인민공화국 평안북도 신의주시 고성동에 위치한 군-민 공용 공항으로, 신의주시의 도심에서 북동쪽으로 약 10 km 떨어져 있다. 이 공항 서쪽으로는 위화도와 압록강, 중국 단둥시가 있다.

## 시설 운영
의주비행장은 조선인민군이 관리하고 일반적으로는 군사기지로 운영되며, 극히 제한적으로 민항의 화물 운송에 쓰인다.

## 역사
의주비행장은 본래 군 전용 비행장이었는데, 현재는 군-민 공용 비행장으로 사용되고 있다.
신의주시의 도심에서 남동쪽으로 불과 1.5 km 떨어진 곳에는 미공군이 한국 전쟁 당시 "K-30"으로 명명하고 공습을 가했던 신의주비행장(길이 990 m의 비포장 활주로)이 있다. 이곳은 일반 비행장으로 쓰이다가, 2000년대 후반부터는 헬리포트(헬리콥터 전용 비행장)로만 사용되고 있다.

## 운항 노선

### 화물 노선
| 항공사   | 목적지         |
| -------- | -------------- |
| 고려항공 | 부정기편: 평양 |